# La ratoncita Tina
La ratoncita Tina (Przygody Myszki?) es una serie de animación de origen polaco. La serie fue producida en entre los años 1976 y 1983.
En España se sacó a la venta en formato VHS en el año 1992 pero hecha película.
La serie consta sólo de una temporada y trece capítulos que duran entre nueve y diez minutos.
La particularidad de esta serie es que no existen diálogos, permitiendo verla en múltiples idiomas debido a que esto no afecta a la serie.

## Argumento
La ratoncita Tina es una pequeña ratona que vive tranquilamente en el bosque. Entabla fuertes amistades con un pájaro, un ardilla vecina suya o unos sapos que viven en el estanque. Pero la ratoncita Tina sabe que el gato, la rata o el búho le pueden acechar en cualquier momento.

## Obtenibilidad
La colección de capítulos fue hecha película en España juntando los capítulos como si fuera una película largo, se lanzó sólo en formato VHS siendo inédita en formatos posteriores como el DVD o el Blu-ray, la serie entera pudo verse en España en cadenas autonómicas en 1991. En Estados Unidos, la serie fue rebautizada como Margo the Mouse omitiendo el nombre original de la ratoncita, Myszka, por Margo aunque para su venta en DVD se le tituló The Adventures of Little Mouse. En Estados Unidos la compañía distribuidora es Facets Videos. Al igual que en España donde se la renombró como Tina. En otros países como Francia o Suiza la ratoncita Tina fue llamada Jeannette y, originalmente, se estrenó como película entre los años 80 y 90; posteriormente, se lanzó en DVD la serie de televisión. En Japón la serie está distribuida por Studio Ghibli, también en formato película. En Estados Unidos se emitió en el cana público PBS con el título Margo, the Mouse. Eso sí, en su distribución en DVD para Estados Unidos y Canadá se tituló The Adventures of the Little Mouse. En el Reino Unido, la serie fue lanzada en formato doméstico por GM Distribution con subtítulos en inglés.
Debido a la buena recepción de la película en varios países, se decidió editar la película en Polonia. Algo similar sucedió con la serie francesa Ciné si, del director Michel Ocelot, que después estrenó la película Príncipes y princesas, siendo una compilación de varios episodios de la serie.